# Англо-немецкий легион

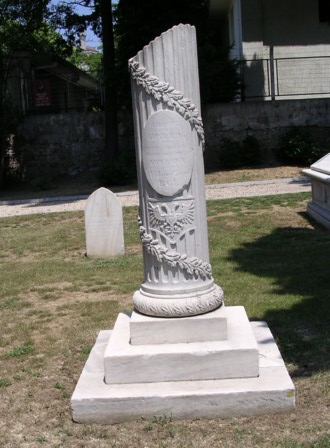
Памятник членам Британско-немецкого легиона на британском кладбище в районе Хайдарпаша в Стамбуле

Британско-немецкий легион (или Англо-немецкий легион) — группа немецких солдат, завербованных Великобританией для участия в Крымской войне. Его не следует путать с Королевским Германским легионом, действовавшим во время Наполеоновских войн. Легион состоял из двух полков лёгких драгун, трёх корпусов егерей и шести полков лёгкой пехоты. Также был сформирован Британско-итальянский легион, насчитывавший пять полков пехоты, и Британско-швейцарский легион — три полка лёгкой пехоты. В конце войны солдаты имели право на возвращение в страну своего происхождения за государственный счёт, но некоторые, опасаясь враждебного приёма дома, поселились у Мыса Доброй Надежды.
Лидером легиона был генерал-майор Рихард фон Штуттерхайм.
Британское правительство финансировало и давало материальную поддержку фон Штуттерхайму для найма солдат в легион. В марте 1855 фон Штуттерхайм начал сбор легиона, наняв 200 вербовщиков в Германии, в основном в портовых городах. Вербовщики работали в тавернах, покупали пиво для молодых людей и вербовали их, когда те сильно пьянели. По некоторым сведениям, Штуттерхайму платили 40 $ за каждого рекрута, но самому рекруту платили только 20 $. Тем самым Штуттерхайм заработал в процессе 120 000 долларов.
В 1856 году легионеры были расквартированы на Казарменном поле Колчестерского гарнизона, где многие женились на местных женщинах.
Легион был расформирован в конце 1856 года, почти не приняв участия в войне. В итоге большинство легионеров переселилось в Капскую колонию (Южная Африка). В районе Кинг-Уильямс-Тауна сохранилось несколько топонимов немецкого происхождения, включая город Стуттерхейм (от фамилии Штуттерхайма).